# Лисичка серая
Лиси́чка се́рая (лат. Cantharellus cinereus) — вид грибов семейства Лисичковые.

## Описание
Плодовые тела по форме сходны со шляпконожечными, но шляпка и ножка представляют собой единое целое, без выраженной границы.
Шляпка серой лисички диаметром 1—15 см, углублённая в середине, с волнисто-загнутым и часто надорванным краем. Её окраска от серой до буро-чёрной. Низ шляпки голубовато-серый или пепельный, со сморщенными, иногда поперечными плоскими пластинками. Шляпка постепенно сужается в ножку. Благодаря окраске и форме, гриб очень схож с пучком сухих листьев, что делает его незаметным для грибников.
Ножка высотой 3—8 см и толщиной 4—15 мм, сужается книзу. Она изогнутая, полая внутри и одного цвета со шляпкой (в старости — чёрная). Часто вся ножка находится в земле, вплоть до основания шляпки.
Мякоть упругая и нежная, светло-серого, серого или коричневатого цвета, с пряным терпким вкусом.
Гименофор складчатый (псевдопластинчатый).
Споровый порошок белый.

## Распространение
Лисички серые растут в лиственных и смешанных лесах, с конца июля до начала октября. Встречаются в Европейской России, на Украине, в Западной Европе и Америке. Часто растут большими пучками.
Лисичка серая (Cantharellus cinereus) занесена в Красную книгу Республики Беларусь.

## Сходные виды
Вороночник рожковидный (Craterellus cornucopioides) — съедобный гриб. В отличие от лисички серой, у вороночника рожковидного нет псевдопластинок на нижней поверхности шляпки.

## Пищевые качества
Лисичка серая — плохо известный съедобный гриб, который годится для употребления в любом виде, но из-за внешнего вида игнорируется грибниками. Мнение о том, что серая лисичка лишена запаха и вкуса ошибочно благодаря распространению неверной информации во всемирной сети. Те, кто сталкивался с грибом лично, описывают его привкус как пряный древесный. Сырой гриб пахнет смесью фруктов - сливы, дыни, персика и манго. При сушке проявляется ярко выраженный грибной аромат на фоне основного фруктового букета. Может использоваться в качестве изысканной грибной приправы для мясных и овощных блюд. Пищевая ценность не изучена.